# Отравление баскетболистов ЦСКА в Греции (1995)
Отравление баскетболистов ЦСКА в Греции — инцидент, произошедший в Пирее (пригороде Афин) с игроками российского баскетбольного клуба ЦСКА накануне третьего решающего четвертьфинального матча Евролиги 1994/95 против греческого «Олимпиакоса» за право выхода в «Финал четырёх».

## Накануне матча
На групповом турнире ЦСКА занял третье место и вышел в плей-офф на «Олимпиакос». Четвертьфинальные серии проходили на площадках соперничающих команд до двух побед одной из команд (преимущество своего поля получала команда, занявшая наиболее высокое место в своей группе). Первый матч состоялся в Москве и закончился с сенсационным результатом: ЦСКА победил с разницей «+30» — 95:65.
Следующие два матча проходили в Греции. Чтобы выйти в «Финал четырёх» ЦСКА оставалось выиграть один из двух оставшихся матчей. Вторая игра состоялась 14 марта. «Олимпиакос» одержал трудную победу — 86:77. Третий матч был намечен на 16 марта.
Накануне встречи почти все игроки почувствовали острые боли, рези в животе, сведение мышц судорогами, наблюдали галлюцинации. Была велика вероятность летального исхода, которого удалось избежать благодаря своевременной госпитализации. Игроки несколько дней пролежали под капельницами, но греческие врачи при обследовании не обнаружили в их организмах никаких следов отравления. И только обследование в Москве выявило наличие в организмах отравленных спортсменов галоперидола — сильного психотропного препарата. Предполагается, что препарат был подмешан в минеральную воду, которую организаторы матча предоставили игрокам ЦСКА. Баскетболисты ЦСКА рассказывали, что, хотя упаковка была запечатанной, в бутылках были сделаны проколы. Тогда этому не придали значения. Лёгкое недомогание они почувствовали уже после первой греческой игры. А больше всего пострадали те, кто выпил большое количество воды.
По одной из версий, озвученной игроком ЦСКА Сергеем Пановым в фильме-расследовании «Спортивный детектив: отравленный матч ЦСКА — „Олимпиакос“», накануне матчей к нему подошел один из представителей специалистов делегации во главе с Александром Гомельским, и поступило предложение «проконтролировать результат двух матчей, и поговорить с ребятами, чтобы они согласились получить деньги и благополучно проиграть две игры». Панов категорически отказался от данного предложения. На что членом делегации было сказано: «Ну, ладно тогда, не обижайтесь».

## Матч
В заявку на матч разрешалось вносить не более 10 человек. Поскольку пятеро человек попали в больницу с отравлением, у ЦСКА осталось в распоряжении всего 5 игроков. Была возможность отложить встречу, но в условиях дефицита времени на подачу просьбы о переносе матча с указанием веских оснований (тогда ещё не была выяснена причина госпитализации игроков), опасности крупного денежного штрафа за срыв телетрансляции и давления баскетбольной ассоциации ФИБА, президент БК ЦСКА Александр Яковлевич Гомельский и главный тренер Станислав Георгиевич Ерёмин приняли решение об участии в матче, даже несмотря на то, что пришлось бы играть весь матч без замен.
К изумлению всех, ЦСКА почти весь первый тайм вёл в счёте — 12:5 на 5-й минуте, 21:19 на 12-й, 28:27 на 16-й, и только в конце первой 20-минутки позволил грекам выйти вперёд — 37:32 перед перерывом. А после перерыва «Олимпиакос» легко сломил сопротивление уставших армейцев, к тому же на 25-й минуте покинул площадку за пятый фол Игорь Курашов, а за 6 минут до финального свистка получил повреждение Андрей Спиридонов. Однако он вскоре вернулся на площадку, когда получил пятое замечание Алексей Вадеев. В противном случае матч был бы прекращён, поскольку согласно правилам на площадке от каждой из команд должно быть не менее трёх человек. В конце встречи, когда результат уже не вызывал сомнений, тренер греков Яннис Иоаннидис убрал с площадки двух своих игроков, тем самым уравняв составы. Итоговый счёт — 79:54 в пользу «Олимпиакоса».

## Статистика матча
| 16 марта 1995 | \| Олимпиакос \| 79:54 (37:32) \| ЦСКА \| \| Джонсон (24) Волков (6) Фассулас (9) Томич[англ.] (5) Сигалас (3) Тарлач (7) Накич[англ.] (17) Лимниатис[англ.] (4) Пападакис[греч.] (2) Стаматис[греч.] (2) \| Голы \| Грезин (8) Спиридонов (21) Курашов (5) Вадеев (6) Кисурин (14) \| | стадион «Мир и дружба» Зрителей: 15 000 Судьи: Даган, Казарро  |
| Олимпиакос: штрафные — 21/32; подборы — 11; перехваты — 12; потери — 8; фолы — 20 ЦСКА: штрафные — 11/23; подборы — 9; перехваты — 4; потери — 9; фолы — 19 | |                                                                |
| Олимпиакос | 79:54 (37:32) | ЦСКА                                                           |
| Джонсон (24) Волков (6) Фассулас (9) Томич (5) Сигалас (3) Тарлач (7) Накич (17) Лимниатис (4) Пападакис (2) Стаматис (2)                                   | Голы | Грезин (8) Спиридонов (21) Курашов (5) Вадеев (6) Кисурин (14) |

## Список пострадавших игроков
- Василий Карасёв
- Игорь Куделин
- Андрей Корнев
- Никита Моргунов
- Сергей Панов
- Игорь Курашов

## Последствия
Со стороны ФИБА никаких санкций к греческому клубу не последовало. В газетных публикациях были представлены разные мнения: от порицаний греческой команды до заявлений о полной непричастности «Олимпиакоса». Тренер ЦСКА подвергся критике за вывод команды на площадку. Тренер московского «Динамо» Евгений Гомельский в интервью «Спорт-Экспрессу» прямо заявил, что никогда бы не вывел команду на площадку в подобном случае.